# 로하스파크역
로하스파크역(영어: LOHAS Park) 또는 홍싱역(중국어 정체자: 康城, 광둥어 예일: Hōngsìhng)은 홍콩 사이궁구의 신도시 정관오의 로하스파크 주택단지에 위치한 홍콩 지하철 정관오선의 역이다. 2009년 7월 26일에 개통하였다.

## 위치
로하스파크역은 신계 동남부 정관오의 제86지구에 위치한 로하스파크 주택단지에 지어진 역이다. 로하스파크는 MTR 주도로는 최대 규모인 32.08헥타르 면적의 부동산 개발 사업으로서, 타워 50동과 아파트 21,500가구, 약 45,000m² 규모의 소매단지를 개발한다. 1단계 분양은 2005년 1월 종료되었다. 광둥어 역명인 '홍싱'(康城)도 로하스파크를 일컫는 한자명이다.
로하스파크역은 MTR의 철도-부동산 (Rail + Property) 펀딩계획의 일환으로서, 빅토리아항 동쪽의 대규모 주택단지와 홍콩섬을 잇는 정관오선의 목표를 실현하려는 대중교통 지향 개발의 대상지에 해당된다. 한편 역 자체는 홍콩에서 가장 동쪽에 위치한 역으로서 바로 옆에는 정관오선의 차량기지가 자리해 있다.

## 역사
건설 당시 로하스파크역은 정관오 뉴타운 지구의 남쪽에 위치한 역이라는 점에서 '정관오남역' (將軍澳南, Tseung Kwan O South)이라는 임시역명이 붙었다.
2002년 정관오선 첫 개통 이래 한동안 미개통 상태로 남아 있었으나 2009년 7월 26일 정식으로 개업하였다. 이 역의 개업으로 정관오선은 두 개의 지선을 지니게 되었다. 기존의 북쪽 지선은 보람역 방면으로, 신규 남쪽 지선은 본 로하스파크역 방면으로 갈라지게 된다. 홍콩 지하철 체계에서 2지선을 운영중인 노선은 둥팃선에 이어 정관오선이 두번째 사례가 되었다.

### 운행 논란
개통 이후 MTR은 지선 운행을 위해 4량에 한번씩 로하스파크행 열차를 편성하는 '3+1' 운행을 실시하였다. 2014년 12월 8일부터는 출퇴근 시간대에 '2+1' 운행으로 변경하였으며, 비수기와 일요일에는 로하스파크와 티우겡렝을 오가는 셔틀 열차를 투입하였다. 이 때문에 일부 열차의 종착역은 노선의 중간역에 한하게 되었다.
MTR은 운행 간격을 10초 단축, 총 2.5분으로 단축하여 운행감소분을 메꾸는 효과를 얻었으나, 지역 주민과 승객들은 정관오선의 지선 자체로 열차운행이 지연되었다며 불편을 호소하였다. 이에 MTR은 정시율이 여전히 99.9%에 달한다고 밝혔다.

## 역 구조
| U3 상층   | 상층                            | 출구 C, 로하스파크 방면 통로                  |
| U2        | 대합실                          | 고객 서비스, MTR샵, 출구 B, 대중교통 환승센터 |
| U1 승강장 | 승강장 1                        | ← 정관오선 박곡 방면 (정관오)                 |
| U1 승강장 | 섬식 승강장, 왼쪽/오른쪽문 열림 |                                               |
| U1 승강장 | 승강장 2                        | ← 정관오선 박곡 방면 (정관오)                 |

두 개의 승강장이 한 선로에 면하는 섬식 승강장 구조이다. 다른 지하철 역과 마찬가지로 승강장 내 스크린도어가 설치되어 있다.

### 출입구

#### 상층부(U3)
- C : 로하스파크
  - C1 : 로하스파크, 로하스 유스 스팟, 더 캐피톨, 르 프레스티주, 르 프림, 라 스플랑되르
  - C2 : 로하스 파크

#### 대합실(U2)
- B : 로하스파크, 대중교통 환승센터

## 사진

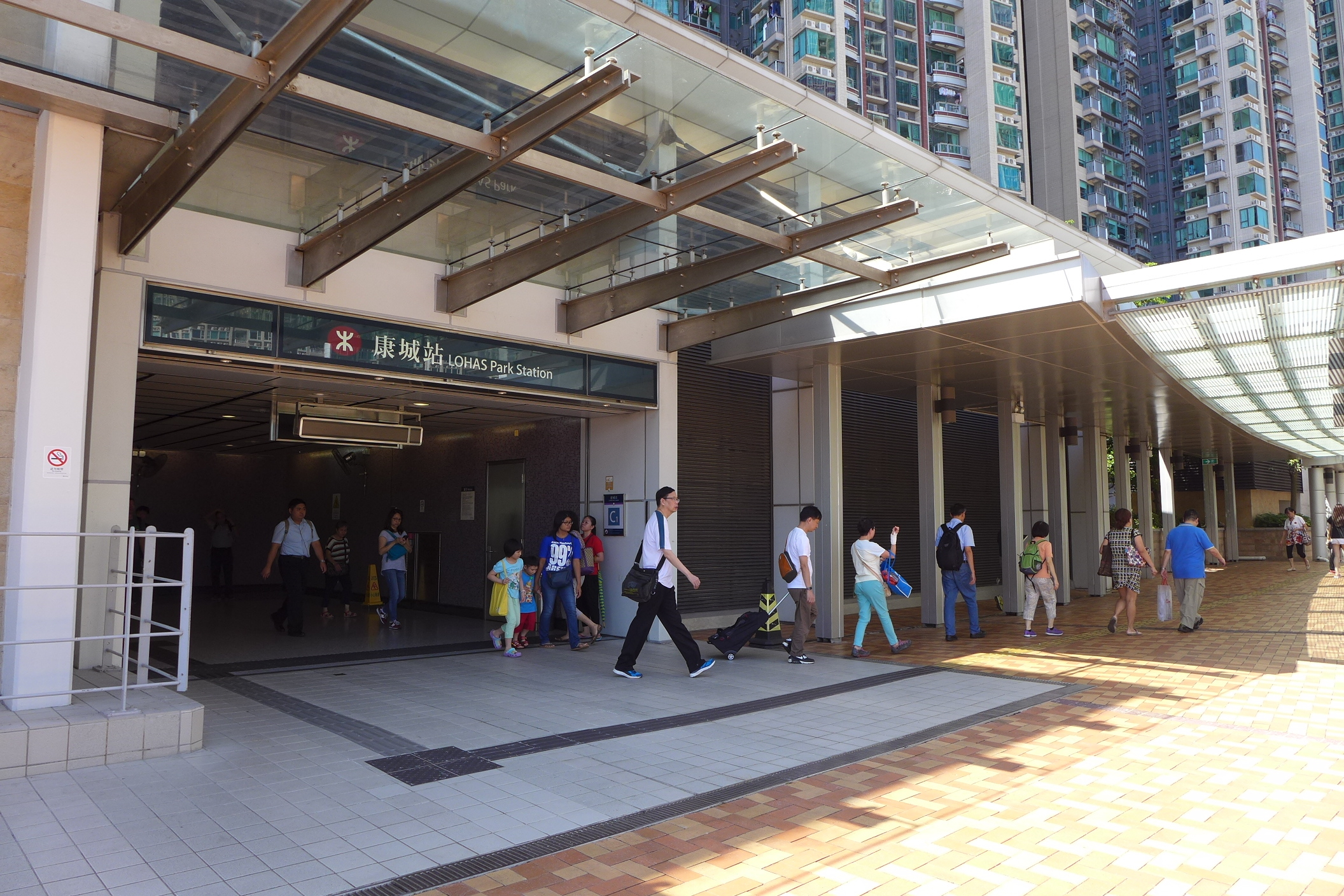
로하스파크역 C번 출구
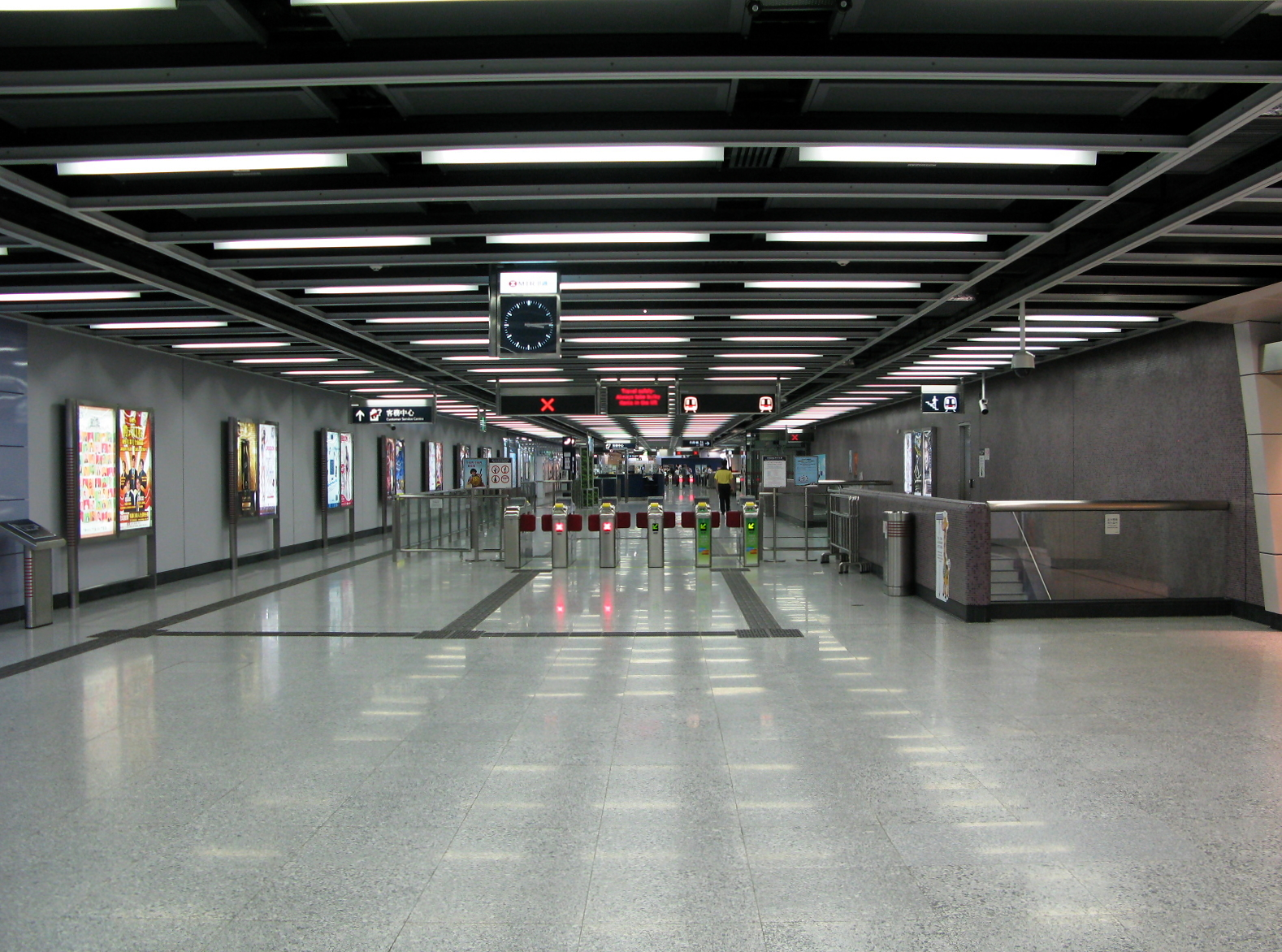
로하스파크역 대합실
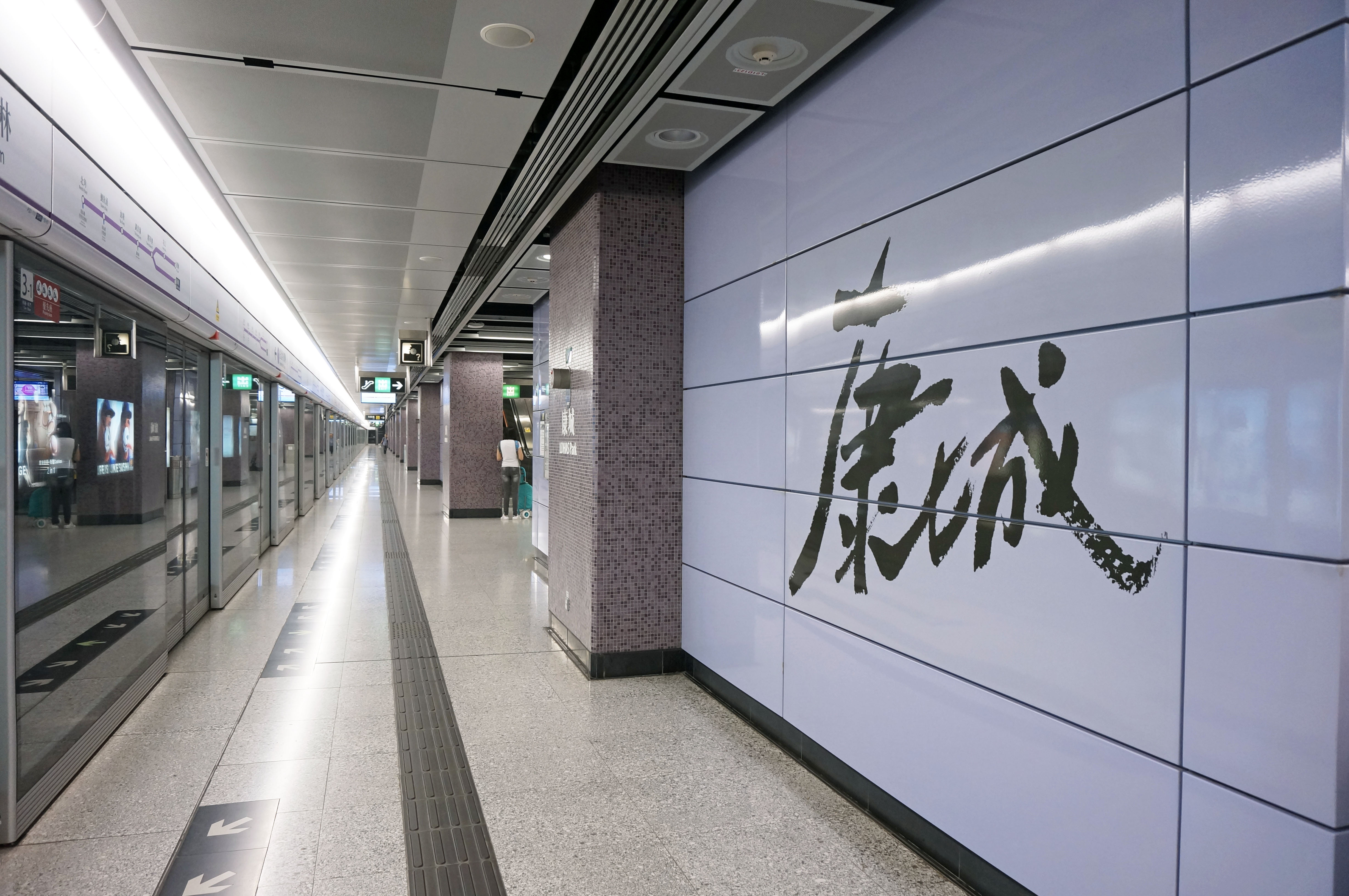
1번 승강장
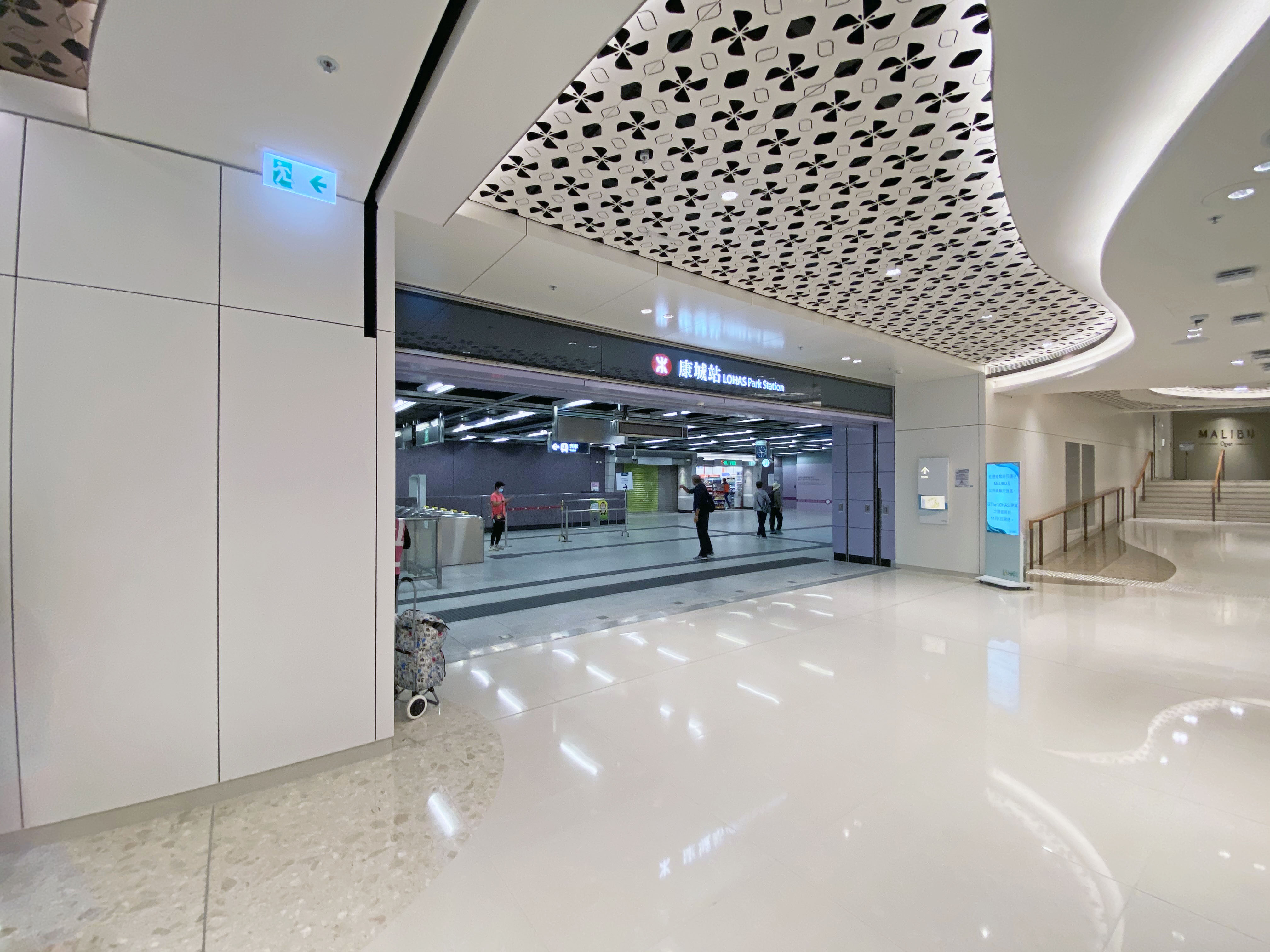
로하스파크역 B번 출구
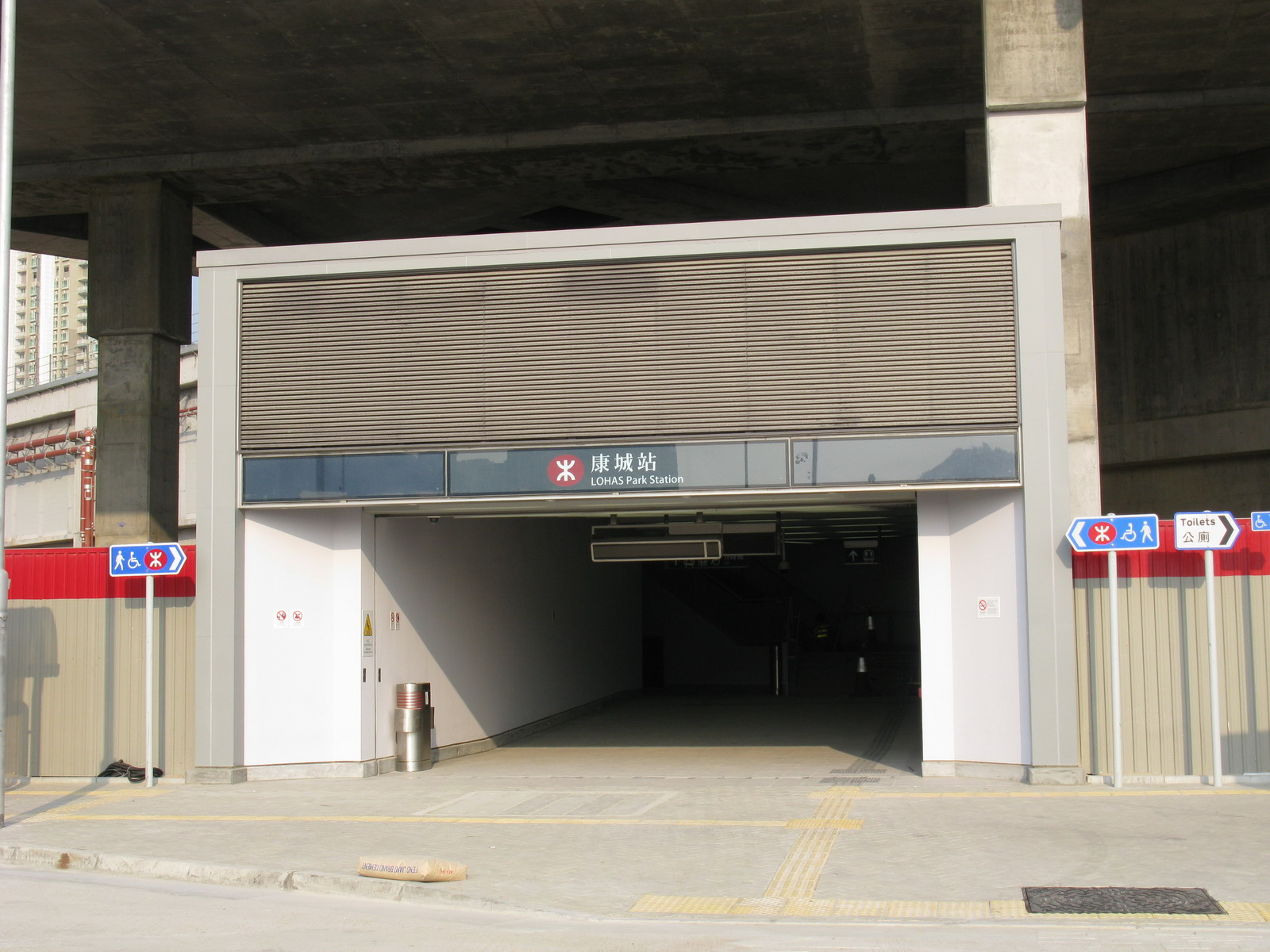
로하스파크역 A번 출구 (2022년 3월 14일 폐쇄)

## 같이 보기
- 로하스파크
- 정관오